# Chiesa di Sant'Abbondio (Tremezzina)
La chiesa di Sant'Abbondio è la parrocchiale di Mezzegra, frazione del comune sparso di Tremezzina, in provincia e diocesi di Como; fa parte del vicariato di Lenno e Menaggio.

## Storia
Si ignora l'epoca in cui sorse il nucleo originale della chiesa di Sant'Abbondio, ma è collocabile al XII secolo in base ad alcune caratteristiche costruttive.
Di questo edificio è presente una descrizione sommaria negli atti relativi alla visita effettuata dal vescovo Feliciano Ninguarda nel 1593: si componeva di un'unica navata, sulla quale si aprivano alcune finestrelle, ed era dotata di abside e di campanile.
Pochi anni dopo, nel 1600, anche il vescovo Filippo Archinti visitò la chiesa, trovando che le pareti e la facciata erano abbellite da affreschi; in quell'occasione il presule ordinò che venisse realizzata la volta della navata e questa disposizione fu ottemperata presumibilmente già nel 1602.
Nel 1659 il vescovo Lazzaro Carafino annotò che l'abside era stata riedificata e che il coro era di recente aggiunta, mentre nel 1670 il successore Ambrogio Torriani rilevò che erano state realizzate anche due cappelle laterali.
La parrocchia di Mezzegra fu eretta nel 1692, con atto rogato recante la data del 9 febbraio, rendendosi così autonoma dalla pieve di Santo Stefano di Lenno.
Incominciarono allora i preparativi per l'edificazione di una nuova parrocchiale: la chiesa, sorta accanto a quella vecchia, convertita in canonica, venne iniziata nel 1701, completata in ogni sua parte nel 1716 e consacrata nel 1724 dal vescovo Giuseppe Olgiati. Il campanile fu eretto qualche anno più tardi, tra il 1728 e il 1746.
Nel 1858 la parrocchiale fu oggetto di un restauro, durante il quale si procedette anche all'installazione delle vetrate colorate, mentre dieci anni dopo si procedette alla risistemazione del tetto della canonica.
Dalla relazione della visita pastorale del 1894 del vescovo Andrea Ferrari si apprende che il numero dei fedeli era pari a 802 e che la parrocchiale aveva come sussidiari i due oratori di San Gaetano e di San Giuseppe.

## Descrizione

### Esterno

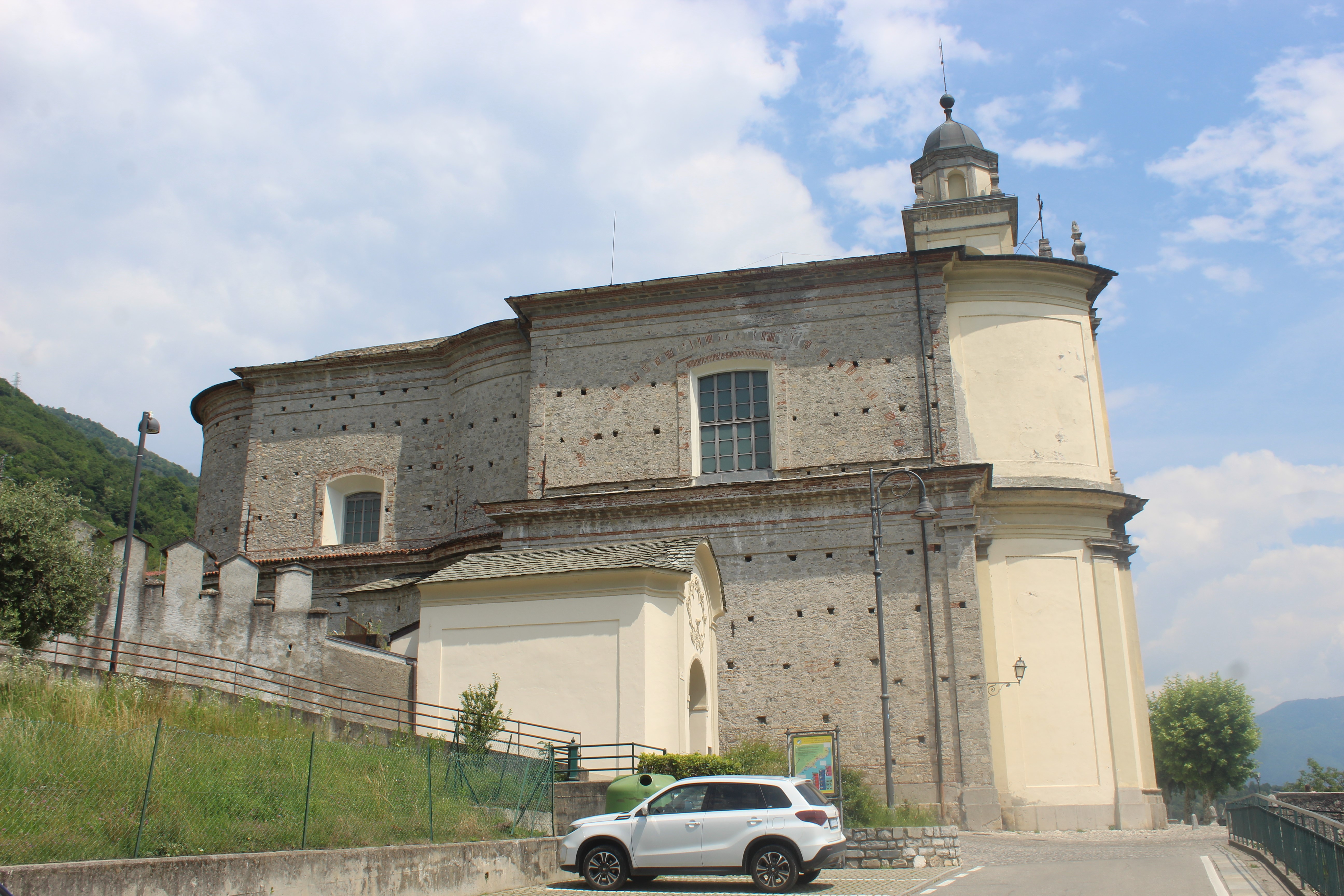
Il fianco sinistro della chiesa

La convessa facciata della chiesa, rivolta a sudest, è suddivisa da una cornice marcapiano aggettante in due registri, entrambi scanditi da lesene d'ordine tuscanico: quello inferiore presenta il portale d'ingresso, con coronam mistilineo, mentre quello superiore è caratterizzato da una finestra e concluso dal timpano di forma triangolare.
Accanto alla parrocchiale si erge il campanile a base quadrata, suddiviso in più registri da cornici; la cella presenta su ogni lato una monofora a tutto sesto ed è coronata dalla cupola poggiante sul tamburo.

### Interno
L'interno dell'edificio si compone di un'unica ampia navata, sulla quale si affacciano le cappelle laterali, introdotte da archi a tutto sesto, e le cui pareti sono scandite da lesene con capitelli, riccamente decorati, sorreggenti la trabeazione modanata e aggettante sopra la quale si impostano le volte di copertura; al termine dell'aula si sviluppa il presbiterio, rialzato di alcuni gradini, delimitato da balaustre e chiuso dall'abside di forma semicircolare.